# Ülker Radziwill

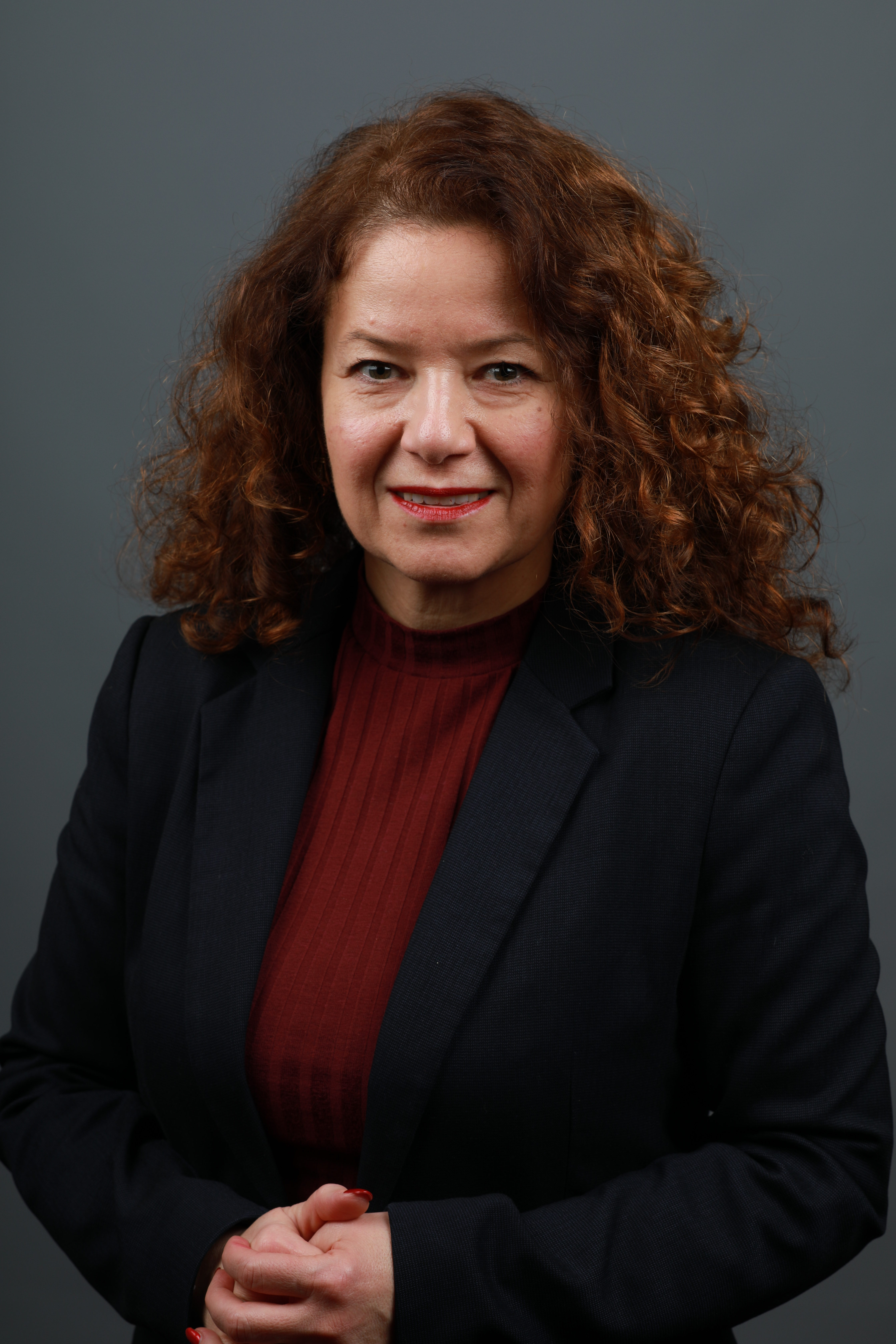
Ülker Radziwill (2017)

Ülker Radziwill (* 10. Juni 1966 in Fethiye, Türkei) ist eine deutsche Politikerin (SPD). Sie ist seit 2023 Mitglied des Abgeordnetenhauses von Berlin, dem sie bereits von 2001 bis 2021 angehörte. Sie ist Vorsitzende des Forums Demokratische Linke 21 in der SPD. Von 2021 bis 2023 war sie Staatssekretärin für Mieterschutz und Quartiersentwicklung in der Berliner Senatsverwaltung für Stadtentwicklung, Bauen und Wohnen.
Seit dem 11. November 2023 ist Radziwill Landesvorsitzende des AWO-Landesverbands Berlin.

## Leben
Radziwill lebt seit 1973 in Berlin, wo sie die Grundschule und weiterführende Schulen bis zum Abitur besuchte. Nach einer Ausbildung zur Tourismusfachwirtin war sie zunächst einige Jahre mit einem eigenen Reisebüro selbständig, später als Reisebüroleiterin. Sie war bis zu dessen Tod verheiratet mit dem Rechtsanwalt Claus Radziwill (1959–2023).
Im Jahre 1994 trat Radziwill in die SPD ein. Sie war von 2004 bis 2012 Vorsitzende der SPD-Landesarbeitsgemeinschaft Migration und Mitglied des SPD-Landesvorstandes. Letzteres ist sie erneut seit 2018. Darüber hinaus ist sie Mitglied der Arbeiterwohlfahrt und Mitglied im Verein Türkischer Sozialdemokraten in Berlin. Radziwill zählt zur SPD-Linken und ist seit 2011 Mitglied im Bundesvorstand des Forums Demokratische Linke 21 (DL 21), 2017–2021 als dessen stellvertretende Vorsitzende, 2021–2023 als Co-Vorsitzende.
Seit 11. November 2023 ist Ülker Radziwill Landesvorsitzende des Landesverband Berlin der Arbeiterwohlfahrt.

## Abgeordnetenhaus von Berlin
Ab der 15. Wahlperiode (2001–2006) war Radziwill direkt gewähltes Mitglied des Abgeordnetenhauses von Berlin (MdA) im Wahlkreis Charlottenburg-Wilmersdorf 3. Sie gehörte seit der 16. Wahlperiode (2006–2011) dem Ausschuss für Integration, Arbeit und Soziales und dem Ausschuss für Bauen und Wohnen an. Als eine der ersten deutschen Sozialpolitikerinnen wies sie 2008 auf das Problem stetig steigender Mieten hin und forderte, die Möglichkeiten für Mieterhöhungen zu begrenzen.
In der 17. Wahlperiode (2011–2016) gelang ihr als direktgewählter Abgeordneter der Wiedereinzug in das Abgeordnetenhaus von Berlin. In der 17. Wahlperiode war sie Obfrau der SPD im 2. Parlamentarischen Untersuchungsausschuss zur „Aufklärung der Ursachen, Konsequenzen und Verantwortung für die Kosten- und Terminüberschreitungen bei der Sanierung der Staatsoper Unter den Linden“, dem sog. Staatsoper-Untersuchungsausschuss.
In der 18. Wahlperiode gelang Radziwill erneut als direktgewählte Abgeordnete der Einzug in das Abgeordnetenhaus von Berlin. Sie war Vorsitzende des Ausschusses für Stadtentwicklung und Wohnen der 18. Wahlperiode, stellvertretende Vorsitzende der SPD-Fraktion im Abgeordnetenhaus von Berlin und Sprecherin für Soziales, Senioren und Pflege sowie Sprecherin im Ausschuss für Bürgerschaftliches Engagement/Partizipation. Außerdem war Radziwill Mitglied des Ältestenrats des Abgeordnetenhauses von Berlin.
Bei der Abgeordnetenhauswahl 2021 verfehlte sie den Wiedereinzug in das Abgeordnetenhaus. Bei der Wiederholungswahl 2023 konnte sie ihren Sitz im Abgeordnetenhaus wiedererlangen.

## Staatssekretärin
Im Zuge der Bildung des Senats Giffey wurde sie im Dezember 2021 unter Senator Andreas Geisel zur Staatssekretärin für Mieterschutz in der Senatsverwaltung für Stadtentwicklung, Bauen und Wohnen ernannt. Mit ihrem erneuten Einzug in das Abgeordnetenhaus im März 2023 schied sie als Staatssekretärin aus.

## Bundesversammlung
Radziwill war am 30. Juni 2010 vom Abgeordnetenhaus von Berlin als Mitglied der 14. Bundesversammlung entsendet worden und nahm an der Wahl des Bundespräsidenten teil.
Ebenso war sie Mitglied der 16. Bundesversammlung am 12. Februar 2017.

## Bundestagskandidatur
Bei der Bundestagswahl 2013 kandidierte Radziwill im Wahlkreis Charlottenburg-Wilmersdorf für das Direktmandat, unterlag jedoch dem Kandidaten der CDU, Klaus-Dieter Gröhler. Da sie nicht auf der Landesliste antrat, verblieb sie im Abgeordnetenhaus von Berlin.
Radziwill konkurrierte mit dem ehemaligen Berliner Kulturstaatssekretär Tim Renner um die parteiinterne Nominierung für das Direktmandat im Wahlkreis Charlottenburg-Wilmersdorf für die Bundestagswahl am 24. September 2017. Renner setzte sich am 17. März 2017 intern durch.